# Hermann Siebeck (Philosoph)
Gustav Hermann Siebeck (* 28. September 1842 in Eisleben; † 26. Dezember 1920 in Gießen) war ein deutscher Philosophieprofessor.

## Leben
Siebeck war der Sohn des Komponisten und Musiklehrers Gustav Heinrich Gottfried Siebeck. Er studierte von 1860 bis 1862 in Leipzig und Berlin Philologie und Philosophie. In Leipzig beteiligte er sich im Wintersemester 1860/61 an der Gründung der christlichen Burschenschaft Alemannia. 1863 promovierte er zum Dr. phil. über Aristoteles’ und Herbarts Psychologie (Aristoteles et Herbarti doctrine psychologicae quibus rebus inter se congruant). Anschließend arbeitete er als Gymnasiallehrer in Gera, Stargard und Halle. 1872 erfolgte die Habilitation für Philosophie in Halle mit der Schrift De doctrina idearum qualis est in Platonis Philebo. 1875 wurde er ordentlicher Professor in Basel. In dieser Zeit wurde er auch mit dem dort als Philologe wirkenden Friedrich Nietzsche bekannt. Davon hat er in seinen unpublizierten Memoiren berichtet; die einschlägigen Passagen über Nietzsches Basler Gelehrtenleben wurden erst 1997 veröffentlicht.
1883 wurde er in Gießen auf den ersten ordentlichen Lehrstuhl für Philosophie berufen. 1891/92 war er Rektor der Ludwigsuniversität Gießen. Sein unter dem Namen Hermann Siebeck veröffentlichtes Buch Goethe als Denker erlebte mehrere Auflagen.

## Veröffentlichungen
- Untersuchungen zur Philosophie der Griechen. Halle 1873 (2. Aufl. Mohr, Freiburg/Br. 1888).
- Das Wesen der ästhetischen Anschauung. Psychologische Untersuchungen zur Theorie des Schönen und der  Kunst. Dümmler, Berlin 1875.
- Das Traumleben der Seele. Habel, Berlin 1877.
- Ueber das Bewusstsein als Schranke der Natur-Erkenntnis. Schultze, Basel 1878.
- Geschichte der Psychologie. Zwei Bände. Perthes, Gotha 1880/1884 (Reprint: Schippers, Amsterdam 1961).
- Beiträge zur Entstehungs-Geschichte der neueren Psychologie. Münchow, Gießen 1891.
- Ueber die Lehre vom genetischen Fortschritt der Menschheit. Münchow, Gießen 1892.
- Lehrbuch der Religionsphilosophie. Mohr, Freiburg/Br. 1893.
- Aristoteles (= Frommanns Klassiker der Philosophie, Bd. 8). Frommann, Stuttgart 1899 (4. Aufl. 1922).
- Goethe als Denker (= Frommanns Klassiker der Philosophie, Bd. 15). Frommann, Stuttgart 1902 (4. Aufl. 1922).
- Über musikalische Einfühlung. Voigtländer, Leipzig 1906.
- Zur Religionsphilosophie. Drei Betrachtungen. Mohr, Tübingen 1907.
- Grundfragen zur Psychologie und Ästhetik der Tonkunst. Mohr, Tübingen 1909.
- Über Freiheit, Entwicklung und Vorsehung. Zwei Abhandlungen. Mohr, Tübingen 1911.
- Religion als Ausweis von Normalität. In: Carl-Friedrich Geyer (Hrsg.): Religionsphilosophie der Neuzeit. Klassische Texte aus Philosophie, Soziologie und politischer Theorie. Wissenschaftliche Buchgesellschaft, Darmstadt 1999, S. 102–111, ISBN 3-534-14145-8.